# دیپکات
دیپکات (به انگلیسی: Deepcut) یک روستا در بریتانیا است که در ساری واقع شده‌است. دیپکات ۲٬۴۷۷ نفر جمعیت دارد.